# 동방봉마록 ~ The Story of Eastern Wonderland
《동방봉마록 ~ The Story of Eastern Wonderland》(일본어: 東方封魔録 〜 the Story of Eastern Wonderland.)은 동방 프로젝트의 두번째 시리즈 게임이다. 제작은 오타 준야가 하였다.